# Araǰin Xowmb 2008
L'Araǰin Xowmb 2008 è stata la 18ª edizione della seconda serie del campionato armeno di calcio. La stagione è iniziata il 5 aprile 2008 ed è terminata il 14 novembre successivo.

## Stagione

### Novità
Al termine della stagione 2007, la Dinamo Erevan, quarta classificata ha ottenuto la promozione in massima serie, salvo poi sciogliersi prima dell'inizio del campionato. Il Bentonit si è ritirato nel corso della scorsa stagione. La seconda squadra dell'Ulisses, denominata Shengavit, ha preso parte a questa edizione del torneo.
Il numero di partecipanti si è ridotto da nove a otto squadre.

### Formula
Le otto squadre partecipanti si affrontano quattro volte, per un totale di 28 partite.

## Classifica
|  | Pos. | Squadra       | Pt | G  | V  | N  | P  | GF | GS | DR  |
|  | ---- | ------------- | -- | -- | -- | -- | -- | -- | -- | --- |
|  | 1.   | Shengavit     | 60 | 28 | 18 | 6  | 4  | 56 | 19 | +37 |
|  | 2.   | P'yownik 2    | 49 | 28 | 14 | 7  | 7  | 50 | 40 | +10 |
|  | 3.   | Banants 2     | 45 | 28 | 13 | 6  | 9  | 62 | 52 | +10 |
|  | 4.   | Mika Erevan 2 | 42 | 28 | 11 | 9  | 8  | 31 | 26 | +5  |
|  | 5.   | Ganjasar 2    | 41 | 28 | 11 | 8  | 9  | 50 | 45 | +5  |
|  | 6.   | Ararat 2      | 28 | 28 | 6  | 10 | 12 | 29 | 39 | -10 |
|  | 7.   | Širak 2       | 21 | 28 | 5  | 6  | 17 | 22 | 54 | -32 |
|  | 8.   | Patani        | 19 | 28 | 3  | 10 | 15 | 32 | 57 | -25 |

Note:
Tre punti a vittoria, uno a pareggio, zero a sconfitta.